# Inspire (Magazin)
Inspire ist ein englischsprachiges Online-Magazin, das angeblich von der Organisation al-Qaida auf der arabischen Halbinsel (engl.: AQAP) publiziert wird. Das Magazin ist einer von mehreren Kanälen, die AQAP über das Internet nutzt, um ihr Publikum anzusprechen. Zahlreiche durch radikale Interpretationen des Islam motivierte Extremisten aus dem In- und Ausland sind durch das Magazin beeinflusst worden und haben Berichten zufolge in einigen Fällen dessen Anleitungen zum Bau von Bomben bei ihren Anschlagsversuchen genutzt.